# Градац (Ново Горажде)
Градац је насељено мјесто у општини Ново Горажде, Република Српска, БиХ. Према попису становништва из 1991. у насељу је живјело 145 становника, а 2013. године пописано је 75 лица.

## Становништво
| Демографија | Демографија | Демографија |
| Година      | Становника  | Становника  |
| ----------- | ----------- | ----------- |
| 1971.       | 148         |             |
| 1981.       | 123         |             |
| 1991.       | 145         |             |
| 2013.       | 75          |             |